# Mochtínský potok
Mochtínský potok je vodní tok v okrese Klatovy, pravostranný přítok Drnového potoka. Délka toku činí 10,2 km. Plocha povodí měří 35,6 km².

## Průběh toku
Potok pramení v oblasti mezi vesnicemi Chlistov, Tržek, Sluhov a Bernartice v nadmořské výšce okolo 595 m. Protéká kolem obcí Dobrá Voda, Těšetiny a Mochtín. V Mochtíně se do Mochtínského potoka vlévá zprava Bystrý potok a za Mochtínem přijímá zleva Srbický potok. U Lub se Mochtínský potok vlévá do Drnového potoka na 7,3 říčním kilometru v nadmořské výšce okolo 410 m.

### Větší přítoky
- Bystrý potok, zprava, ř. km 4,1
- Srbický potok, zleva, ř. km 2,2

## Vodní režim
Průměrný průtok Mochtínského potoka nedaleko jeho ústí do Drnového potoka jižně od Sobětic činí 0,13 m³/s.
Hlásný profil:
| místo    | říční km | plocha povodí | průměrný průtok (Qa) | stoletá voda (Q100) |
| -------- | -------- | ------------- | -------------------- | ------------------- |
| Sobětice | –        | 35,09 km²     | 0,13 m³/s            | 44,9 m³/s           |

N-leté průtoky u Sobětic:
| N-leté průtoky | Q1  | Q5   | Q10  | Q50  | Q100 |
| -------------- | --- | ---- | ---- | ---- | ---- |
| Q [m³/s]       | 6,6 | 16,2 | 21,6 | 36,7 | 44,9 |